# Elias Bracke
Elias Bracke (Leuven, 26 september 1998) is een Belgisch badmintonspeler. 

## Levensloop
Bracke won het Belgisch kampioenschap 'gemengd dubbel' in 2017 (samen met Lise Jacques) en 'heren dubbel' in 2019 (samen met Freek Golinski). In 2023 werd hij Belgisch kampioen 'heren enkel'.

## Palmares

### BWF International Challenge/Series
Heren enkel
| Jaar | Toernooi               | Tegenstander | Score        | Resultaat |
| ---- | ---------------------- | ------------ | ------------ | --------- |
| 2018 | Suriname International | Kevin Cordon | 13-21, 15-21 | 2e plaats |

Heren dubbel
| Jaar | Toernooi                 | Partner   | Tegenstander                       | Score        | Resultaat |
| ---- | ------------------------ | --------- | ---------------------------------- | ------------ | --------- |
| 2017 | Lithuanian International | Leo Rossi | Lukasz Moren Wojciech Szkudlarczyk | 21-19, 21-18 | winnaar   |